# Koral Berkin Kutlu
Koral Berkin Kutlu (nacido el 12 de octubre de 2005) es un nadador paralímpico turco que compite en competiciones internacionales de natación. Es doble medallista de bronce mundial y compitió en los Turquía en los Juegos Paralímpicos de Tokio 2020, donde llegó a la final de los 200 m estilo libre S5 y terminó en quinta posición. Nació con el brazo derecho y la pierna izquierda sin desarrollarse.